# La freccia d'oro (romanzo)
La freccia d'oro (The Arrow of Gold) è un romanzo d'appendice di Joseph Conrad del 1919. Venne originariamente pubblicato a puntate sul "Lloyd's Magazine" dal dicembre 1918 al febbraio 1920 con il titolo The Laugh.
La storia è ambientata a Marsiglia nell'anno 1870, durante la terza guerra Carlista. I personaggi del romanzo sono sostenitori del pretendente spagnolo Carlo Maria di Borbone-Spagna, Duca di Madrid.
Il narratore ha un ruolo considerevole nella storia ma non ha un nome, anche se si assume essere Charles Marlow, il solito narratore dei romanzi di Conrad. Il tema principale è un triangolo amoroso che comprende il narratore, Donna Rita e il veterano confederato  Capitano Blunt. Donna Rita finanza le operazioni del veliero del narratore, Tremolino, che fornisce munizioni di contrabbando all'esercito carlista. Non è da escludere che la trama sia stata ispirata dal vissuto di Conrad, figlio di una famiglia cattolica con delle conoscenze tra i circoli borbonici marsigliesi, e dalle vicende di Tirso de Olazábal y Lardizábal (1842-1921), un importante contrabbandiere a servizio del Carlismo.

## Edizioni italiane
- Lo strale d'oro, trad. di A. Paronelli, Delta, Milano, 1929; Ed. del Quadrante, Milano, 1930; Bietti, Milano, 1934.
- La freccia d'oro, trad, di Franca Violani Cancogni, Collana Piccola Biblioteca Scientifico-Letteraria n.31, Einaudi, Torino, 1951; nota introduttiva di Franco Marenco, Collana Gli Struzzi n.387, Einaudi, 1990, ISBN 88-06-11811-0.
- La freccia d'oro, trad. di Ugo Mursia, in Ultimi romanzi. Vittoria e Romanzi mediterranei, introduzione di Franco Marenco, Collezione I grandi scrittori di ogni paese.Serie inglese, Milano, Mursia, 1977.
- La freccia d'oro. Il salvataggio, trad. di Luigi Biagi, saggio introduttivo di Virginia Woolf, Collana Opere complete vol.XV, Milano, Bompiani, 1958.